# Walnut (Kansas)
Walnut – miasto położone w hrabstwie Crawford.